# Adrian-Jules-Gustave Burnol
Adrian-Jules-Gustave Burnol, francoski general, * 7. februar 1881, † 5. avgust 1953.